# Boér Lászlóné
Boér Lászlóné, született Léber Margit, írói neve Boér Margit (Kolozsvár, 1914. március 22. – Kolozsvár, 2000. január 11.) magyar pedagógus, matematikai szakíró. Boér László orvos felesége.

## Életútja
Édesapja, a matematikus Léber Gyula elhunyt az első világháborúban, ezután a család Désre költözött. Elemi és középiskoláit Désen, főiskolai tanulmányait Kolozsvárt a tudományegyetem matematika karán végezte (1935/36-os tanév). 1936-tól 1943-ig a székelyudvarhelyi tanítóképzőben, 1953-ig Désen, majd 1968-ig Kolozsvárt tanított matematikát. A korszerű matematikaoktatás témaköréből való írásai magyar nyelven a Matematikai Lapokban, román nyelven gyűjteményes kötetekben jelentek meg.

### Munkái
- Gondolkozz és számolj (Boér Margit néven, Kriterion Kiadó, Bukarest, 1973)
- A végtelen halmazokról (Antenna, Kolozsvár, 1975)
- Éveim, Historia Scientiarum 10, 2012. Online hozzáférés

## Emlékezete
Tiszteletére volt diákjai megalapították a Boér Margit-díjat a kolozsvári Apáczai líceumban, amelyet minden tanévben a matematikából vagy informatikából legjobb eredményeket elért végzős diák kapja.
Sírja a Házsongárdi temető déli részében, a Sólyom utcai bejárathoz közel van (U parcella 194).